# بطولات كرة القدم الحربية في إيطاليا 1917–18
بطولات كرة القدم الإيطالية أثناء الحرب العالمية الأولى 1917–1918 التي أقيمت كبديل لبطولة الدوري الإيطالي، والتي تم تعليقها بسبب الحرب العالمية الأولى ومنظمين البطولات الاتحاد الإيطالي لكرة القدم واللجان الأقليمية.

## البطولات الإقليمية الإيطالية
تم تنظيم البطولات على أساس إقليمي وبتفويض من اللجان الإقليمية التي أشرفت على تنظيم البطولات والتشغيل المنتظم لها، وإلغاء منح الجوائز إذا لزم الأمر.

## إقليم لومبارديا
في هذا الموسم، لم تدعو لجنة لومبارديا الإقليمية إلى أي بطولة إقليمية، ولا حتى في الفئة الثالثة ، لكنها سمحت بمسابقة الكؤوس والبطولات التي تنظمها الأندية التابعة الفردية، ووافقت على اللوائح.

### كأس ماورو
لم تنظم البطولة برعاية لجنة لومبارديا الإقليمية (تم اعتمادها من قبلها ولهذا السبب قامت بتوفير الحكام الرسميين)، ولكن على عكس كأس لومبارديا السابقة، تم تصنيفها على أنها مسابقة من الفئة الأولى لأن الفرق الأولى من الدوري الإيطالي تولت جزء في هذه البطولة.
تم طرح الكأس للاستيلاء عليها من قبل المهندس فرانشيسكو ماورو (نائب الرئيس والرئيس المؤقت للاتحاد الإيطالي لكرة القدم)، والذي، بعد إعفائه من الخدمة العسكرية  ، عاد غالبًا إلى ميلانو 
كان شقيقه جيوفاني في المقدمة كضابط (ملازم) في جبال ألبيني وكان حاضرًا فقط بفضل إجازة متفرقة، كانت إحداها لفترة النقاهة.

#### الترتيب النهائي لبطولة كأس ماورو
| المركز | فريق                | لعب | فاز | تعادل | خسر | له | عليه | فرق | النقاط |
| ------ | ------------------- | --- | --- | ----- | --- | -- | ---- | --- | ------ |
| 1.     | إيه سي ميلان        | 12  | 10  | 0     | 2   | 27 | 10   | +17 | 20     |
| 2.     | إنتر ميلان          | 12  | 10  | 0     | 2   | 36 | 8    | +28 | 20     |
| 3.     | لنيانو              | 10  | 7   | 0     | 3   | 29 | 16   | +13 | 14     |
| 4.     | اتحاد ميلان الرياضي | 11  | 4   | 1     | 6   | 18 | 24   | -6  | 9      |
| 5.     | منتخب لومبارديا     | 10  | 2   | 2     | 6   | 11 | 22   | -11 | 6      |
| 6.     | انوتوريا            | 10  | 1   | 2     | 7   | 6  | 27   | -21 | 4      |
| 7.     | ساروننو             | 9   | 1   | 1     | 7   | 7  | 27   | -20 | 3      |

ملاحظة:
  تم قبوله في مباراة فاصلة (نهائي) لتحديد بطل كأس ماورو.

ملاحظة:
الفوز نقطتين، والتعادل نقطة، والهزيمة صفر.
يرجى ملاحظة: الترتيب خاطئ لأن هناك نتيجة معكوسة في مباراة اتحاد ميلان الرياضي. فقط من خلال التحقق من صحة جميع النتائج من خلال لوحات النتائج التي نشرتها صحيفة لاغازيتا ديلو سبورت، يمكن استكمالها، وبطبيعة الحال أيضًا تحديد نتائج 0-2 التي حددتها لجنة لومبارديا الإقليمية للمباريات التي لم يتم لعبها.
ترجع الأخطاء المختلفة الموجودة في الترتيب إلى التقييم غير الصحيح للتاريخ الذي انسحبت فيه الفرق وإخطار CRL بالخسارة النهائية
ولم تُلعب المباريات المفقودة بسبب انسحاب لنيانو واتحاد ميلان الرياضي ومنتخب لومبارديا وإينوتريا وسارونو، احتجاجًا على القرار الاتحادي بإلغاء مباراة لنيانو وإنتر ميلان.

#### مباراة فاصلة لتحديد البطل
| إنتر ميلان      | 1–8   | إيه سي ميلان                                                                      |
| --------------- | ----- | --------------------------------------------------------------------------------- |
| باولو شيدلر 55' | تقرير | ألدو تشيفينيني 11' 25' 62' 66' 80' · لويجي تشيفينيني 66' 80' · أرماندو ماريني 88' |

إيه سي ميلان الفائز بكأس ماورو.

1. ↑  Non si conosce il motivo per cui non ha preso parte al conflitto mondiale, e in ogni caso dopo la laurea ha svolto il suo servizio militare obbligatorio quale ufficiale essendosi laureato.
2. ↑  Francesco Mauro cumulava oltre alla Vice Presidenza del F.C. Internazionale anche la Presidenza del Comitato Regionale Laziale (dal libro "I cento anni del C.R. Lazio", Cronologia dei Presidenti a pag. 8). A reggere il C.R. Lombardo era un Commissario, ma non Francesco Mauro.
3. ↑  Italy - Championship History 1898-1923 Rsssf.com نسخة محفوظة 2012-09-09 at Archive.is
4. ↑  COPPA MAURO 1917-18 نسخة محفوظة 9 gennaio 2012 على موقع واي باك مشين. Interfc.it.
5. ↑  Una copia dei comunicati ufficiali del C.R.L. fu conservata dal Commissario e data all'Avvocato Giovanni Mauro il quale li conservò rilegati come quadernini con dorso e rilegatura nera presso la "Fondazione Giovanni Mauro" di Roma (A.I.A.), apponendo un timbro a secco nella seconda pagina di copertina.